# Championnats du monde de boxe amateur 2007
Navigation
Édition précédente Édition suivante
Les 14e championnats du monde de boxe amateur masculins se sont déroulés du 23 octobre au 3 novembre 2007 dans l'UIC Pavilion à Chicago dans l'Illinois (États-Unis). Initialement attribuée à Moscou, la capitale russe se voit retirer l'organisation de ces mondiaux pour ne pas avoir respecté ses engagements. Pour les boxeurs engagés, ce tournoi mondial constitue la première occasion d'obtenir leur qualification directe pour le tournoi de boxe des Jeux olympiques d'été de 2008. Il suffit pour cela de se qualifier en quart de finale pour les catégories inférieures à 81 kg (poids mi-lourds) et d'être demi-finaliste dans les catégories supérieures (- 91 kg et + 91 kg).
Deuxième derrière les cubains lors de l'édition précédente, la Russie termine à la première place du tableau des médailles avec 8 podiums dont 3 médailles d'or. Cuba a décidé de n'inscrire aucun combattant pour cette épreuve en représailles à la fuite de deux boxeurs cubains au Brésil pendant les Jeux panaméricains 2007. Le régime a alors décidé de priver ses sportifs de compétition lors des mondiaux de Chicago, ceci au risque de réduire les chances de qualification des boxeurs cubains pour les J.O. Les boxeurs russes devancent les combattants italiens (2 boxeurs sacrés en poids lourds et super-lourds). Enfin, à moins d'un an du rendez-vous olympique, la Chine monte à cinq reprises sur le podium dont une fois sur la plus haute marche. 

## Résultats

### Podiums
| Catégories                  | Or                 | Argent                | Bronze                                   |
| Poids mi-mouches (-48 kg)   | Zou Shiming        | Harry Tanamor         | Amnat Ruenroeng Nordine Oubaali          |
| Poids mouches (-51 kg)      | Rau'shee Warren    | Somjit Jongjohor      | Vincenzo Picardi Samir Mammadov          |
| Poids coqs (-54 kg)         | Sergey Vodopyanov  | Enkhbatyn Badar-Uugan | McJoe Arroyo Joseph Murray               |
| Poids plumes (-57 kg)       | Albert Selimov     | Vasyl Lomachenko      | Yakup Kılıç Li Yang                      |
| Poids légers (-60 kg)       | Frankie Gavin      | Domenico Valentino    | Aleksey Tishchenko Kim Song-guk          |
| Poids super-légers (-64 kg) | Serik Sapiyev      | Gennadiy Kovalev      | Masatsugu Kawachi Bradley Saunders       |
| Poids welters (-69 kg)      | Demetrius Andrade  | Non Boonjumnong       | Adem Kilicci Silamu Hanati               |
| Poids moyens (-75 kg)       | Matvey Korobov     | Alfonso Blanco        | Bakhtiyar Artayev Sergiy Derevyanchenko  |
| Poids mi-lourds (-81 kg)    | Abbos Atoev        | Artur Beterbiyev      | Daugirdas Semiotas Yerkebulan Shynaliyev |
| Poids lourds (-91 kg)       | Clemente Russo     | Rakhim Chakhkiev      | John M'Bumba Yushan Nijiati              |
| Poids super-lourds (+91 kg) | Roberto Cammarelle | Vyacheslav Glazkov    | Zhang Zhilei Islam Timurziyev            |

### Tableau des médailles
| Place | Pays              | Médaille d'or, monde | Médaille d'argent, monde | Médaille de bronze, monde | Total |
| ----- | ----------------- | -------------------- | ------------------------ | ------------------------- | ----- |
| 1     | Russie            | 3                    | 3                        | 2                         | 8     |
| 2     | Italie            | 2                    | 1                        | 1                         | 4     |
| 3     | États-Unis        | 2                    | 0                        | 0                         | 2     |
| 4     | Chine             | 1                    | 0                        | 4                         | 5     |
| 5     | Kazakhstan        | 1                    | 0                        | 2                         | 3     |
| 5     | Royaume-Uni       | 1                    | 0                        | 2                         | 3     |
| 7     | Ouzbékistan       | 1                    | 0                        | 0                         | 1     |
| 8     | Thaïlande         | 0                    | 2                        | 1                         | 3     |
| 8     | Ukraine           | 0                    | 2                        | 1                         | 3     |
| 10    | Mongolie          | 0                    | 1                        | 0                         | 1     |
| 10    | Philippines       | 0                    | 1                        | 0                         | 1     |
| 10    | Venezuela         | 0                    | 1                        | 0                         | 1     |
| 13    | France            | 0                    | 0                        | 2                         | 2     |
| 13    | Turquie           | 0                    | 0                        | 2                         | 2     |
| 15    | Azerbaïdjan       | 0                    | 0                        | 1                         | 1     |
| 15    | Corée du Nord     | 0                    | 0                        | 1                         | 1     |
| 15    | Japon             | 0                    | 0                        | 1                         | 1     |
| 15    | Lituanie          | 0                    | 0                        | 1                         | 1     |
| 15    | Porto Rico        | 0                    | 0                        | 1                         | 1     |
| Total | 19 pays médaillés | 11                   | 11                       | 22                        | 44    |